# Pristigenys
Pristigenys – rodzaj ryb z rodziny latarnikowatych.

## Klasyfikacja
Gatunki zaliczane do tego rodzaju:

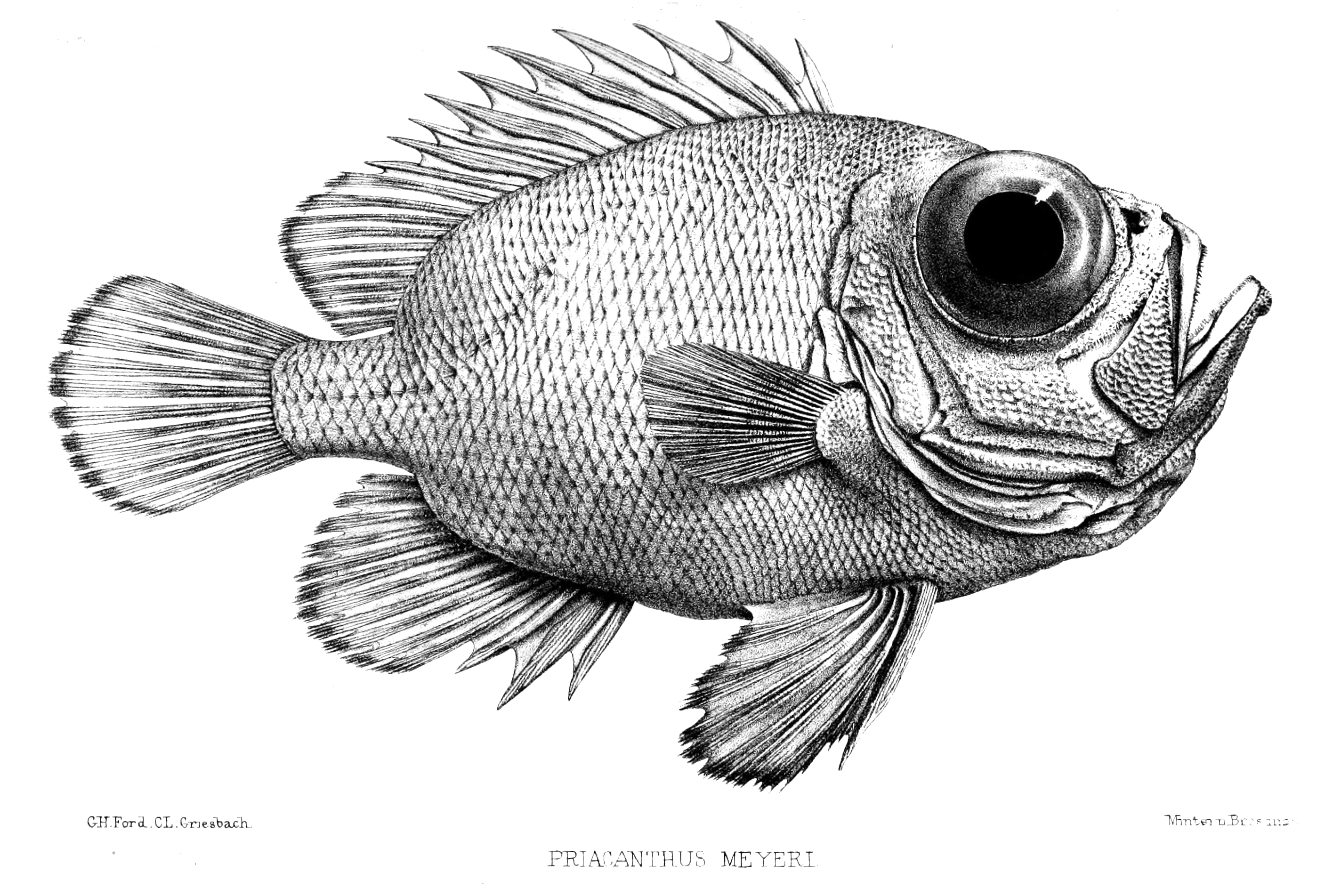
Pristigenys alta
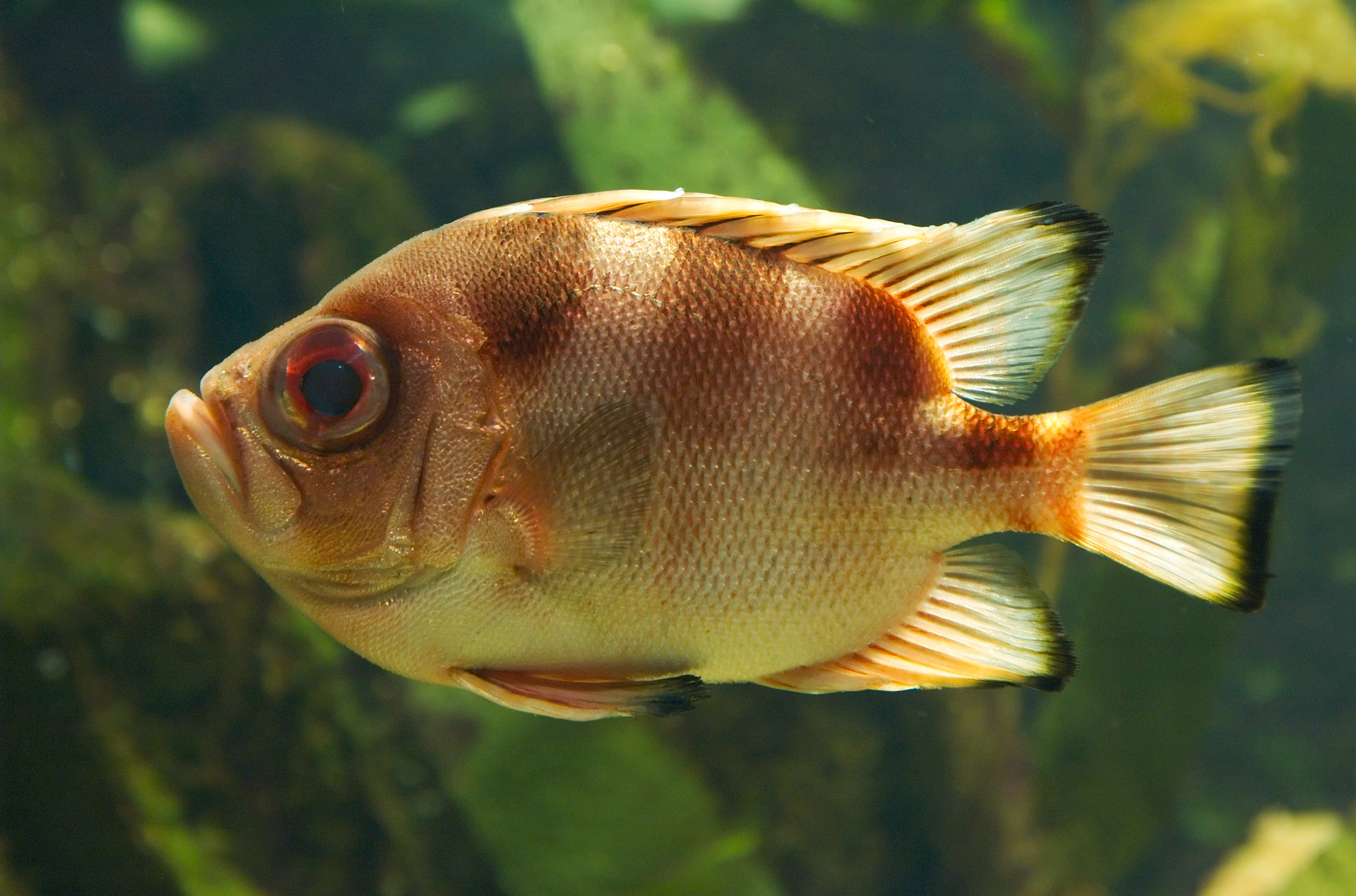
Pristigenys meyeri
- Pristigenys niphonia
- Pristigenys refulgens
- Pristigenys serrula

- Pristigenys meyeri
- Pristigenys serrula